# Orchestre symphonique d'Osnabrück
L'Orchestre symphonique d'Osnabrück (en allemand Osnabrücker symphonieorkester) est un orchestre symphonique basé à Osnabrück en Allemagne et fondé en 1919.
Composé de cinquante-neuf musiciens, l'orchestre a au cours de son histoire été dirigé par Bruno Hegmann (1947-1965), Heinz Finger (1965-1988), Jean-François Monnard (1988-1999), Lothar Koenigs (1999-2003) et Hermann Bäumer (de) (2003-2012). Depuis 2012 son directeur musical est Andreas Hotz. 
Le répertoire est principalement axé sur la musique concertante des périodes classique et romantique mais s'ouvre aux compositeurs contemporains et l'orchestre assure également la saison d'opéra et de ballet ainsi que des programmes de musique de chambre avec des compositeurs comme Bertold Hummel, Hans Werner Henze, Toru Takemitsu, Igor Stravinsky, Ulrich Mosch, Aribert Reimann, Erich Wolfgang Korngold, Georges Bizet, Fritz Weiss (de), Volker David Kirchner, Karl Amadeus Hartmann, Robert Schumann, Reinhard Kapp, etc.. 
Il a reçu au cours des saisons des solistes tels que Midori Seiler (de), Kolja Blacher (de), Baiba Skride, Lars Vogt, Reinhard Goebel, Jan Vogler, Albrecht Mayer, Rabih Abou-Khalil ou Anja Silja. 
En 2007 l'orchestre a assuré une tournée en Iran, la première pour une formation occidentale depuis la révolution islamique.